# Lorenz Scheurl
Lorenz Scheurl (auch Laurentius Scheuerl; * 5. August 1558 in Ulm; † 13. August 1613 in Helmstedt) war ein deutscher lutherischer Theologe, Geistlicher und Hochschullehrer.

## Leben
Lorenz Scheurl stammte aus einer akademisch gebildeten Familie. Er besuchte zunächst die Schule in Ulm, bevor er an die Universität Tübingen ging. Von dort aus wechselte er an die Straßburger Universität, an der er 1576 den Magistergrad erwarb. Er kehrte anschließend an die Tübinger Universität zurück, an der er sich weitere vier Jahre dem Studium der Theologie widmete.
Scheurl hatte ab 1580 ein Jahr eine Stelle als Diakon in Pforzheim inne, bevor er Hofprediger bei den Markgrafen von Baden-Durlach wurde. Bereits drei Jahre später wurde er nach Kreuznach versetzt, das er jedoch auf Betreiben der Reformierten schon nach zwei Jahren wieder verließ. Er kehrte nach Durlach zurück, wo er bei Ernst Friedrich wieder zum Hofprediger ernannt wurde und zugleich zum Inspektor des Durlacher Gymnasiums sowie der Kirchen der Markgrafschaft.
Als sich die Konversion des Markgrafen vom lutherischen zum reformierten Bekenntnis abzeichnete, ging Scheurl nach Norddeutschland und wurde im Januar 1592 zunächst außerordentlicher Professor, dann im Oktober 1592 nach dem Tod des Amtsinhabers ordentlicher Professor an der Universität Helmstedt und Generalsuperintendent dort. Am 30. Mai 1598 erhielt er schließlich die Promotion zum Dr. theol. Scheurl lehnte mehrere Rufe ab und verblieb bis zu seinem Tod mit seiner großen Familie in Helmstedt. Er starb nur kurz nach seiner Frau an der Schwindsucht.
Zu seinen Kindern zählt unter anderem der Helmstedter Professor der Moralphilosophie Heinrich Julius Scheurl.

## Publikationen (Auswahl)
- Familia Othomannica, et quas singuli ex ea tyranni clades Christianis nefarie intulerunt. Adam, Prag 1596. (Digitalisat)
- Hesterna die, Sophia, Francisci Parcovii, Philosophiæ & Medicinæ Doctoris Filiola,quo ante triennium ingressa est hac vitam, egressa ex hac rursus est. Lucius, Helmstedt 1599. (Digitalisat)
- Eine Christliche Predigt/ Bey der Einweyhung des newen Predigstuels in der Pfarrkirchen S. Stephani binnen Helmstadt: So Von der … Frawen Agneß/ geborne von Oldershausen/ Joachim Mynsingers von Frondeck seligern etc. nachgelassenen Wittib: Unnd Dem … Junckherrn Heinrich Albrechten Mynsingern von Frondeck … ihrem geliebten Sohne/ Gott zu Ehren gesetzet worden. Lucius, Helmstedt 1603. (Digitalisat)